# Tri-Ace
tri-Ace, Incorporated (株式会社トライエース, Kabushiki Gaisha Toraiēsu) est une entreprise japonaise de développement de jeux vidéo. Elle a été créée en mars mars 1995 par d'anciens employés de Telenet Japan : Yoshiharu Gotanda, Masaki Norimoto et Joe Asanuma.
L'entreprise s'est spécialisée dans le jeu vidéo de rôle. Ses séries les plus connues sont Star Ocean et Valkyrie Profile.

## Historique
En 1986, la société de développement de jeux vidéo WolfTeam est créée. L'équipe de la Wolfteam est alors composée de Yoshiharu Gotanda, Masaki Norimoto, Joe Asanuma mais également du compositeur Motoi Sakuraba, des développeurs qui deviendront emblématiques du studio tri-Ace.
Ensemble, ils créent Tales of Phantasia sur Super Nintendo, un jeu de très bonne qualité pour l'époque. À la suite d'une querelle avec l'éditeur de jeu Namco (concernant le nom du projet qui devait à l'origine s'appeler Tale Phantasia et non pas Tales of Phantasia, modifié alors par Namco), la quasi-totalité de l'équipe de développement du jeu va démissionner et ainsi créer le studio tri-Ace en mars 1995.
En 2009, le studio tri-Ace dévoile le développement de son nouveau projet Resonance of Fate. Ce jeu annonce une rupture de l'édition des jeux du studio par Square Enix, Resonance of Fate étant édité cette fois-ci par Sega sur Xbox 360 et PlayStation 3. C'est la première fois depuis la création du studio que tri-Ace décide de s'affranchir des capacités d'éditions et de distributions de Square Enix, Sega étant, selon eux, mieux implanté sur le marché occidental et plus ouvert quant à de nouveaux concepts.
Tri-Ace a terminé deux projets sur console portable mais cette fois, pour le compte de Konami, et sortis uniquement au Japon. Le premier, Frontier Gate sorti sur PSP fin décembre 2011, le second Beyond the Labyrinth sorti en janvier 2012 sur Nintendo 3DS. Ce dernier est réalisé par Takayuki Suguro qui avait déjà réalisé Valkyrie Profile: Silmeria et Resonance of Fate.
Le programmeur son du studio, Hiroya Hatsushiba, a fondé tri-Crescendo en 1999, et a depuis développé plusieurs jeux indépendamment de tri-Ace.
En 2015, le studio est racheté par Nepro Japan, une société japonaise spécialisée dans le marché du jeu sur mobile. Malgré tout, le studio a sorti des jeux sur consoles, à savoir Star Ocean: Integrity and Faithlessness en 2016 et Star Ocean: The Divine Force en 2022. Malheureusement, quelques semaines avant la sortie de ce dernier, tri-Ace connait des problèmes financiers et est devenu insolvable.

## Particularités des jeux tri-Ace
La marque de fabrique du studio de développement japonais tri-Ace réside dans la particularité des systèmes de combats de leurs jeux : ils sont extrêmement dynamiques. Il s'agit ici de systèmes de combat en temps réel, qui font interagir personnages et ennemis avec une grande vivacité et beaucoup d'intensité pour un RPG.
On peut noter également la récurrence de nombreux boss dans chacun des RPG développés par le studio. Dans la plupart de leurs productions, il est possible d'accéder à des donjons optionnels dans lesquels résident des ennemis très puissants aux noms récurrents tels que « La Reine Éthérée » ou « Gabriel Céleste ». Ceux-ci sont présents dans la saga Star Ocean, ou dans les jeux Valkyrie Profile ou Radiata Stories.

## Jeux développés
- 1996 : Star Ocean (sur Super Famicom)
- 1998 : Star Ocean: The Second Story (sur PlayStation)
- 1999 : Valkyrie Profile (sur PlayStation)
- 2001 : Star Ocean: Blue Sphere (sur Game Boy Color)
- 2003 : Star Ocean: Till the End of Time (sur PlayStation 2)
- 2005 : Radiata Stories (sur PlayStation 2)
- 2006 : Valkyrie Profile: Silmeria (sur PlayStation 2)
- 2006 : Valkyrie Profile: Lenneth (sur PlayStation Portable)
- 2008 : Star Ocean: First Departure (sur PlayStation Portable)
- 2008 : Star Ocean: Second Evolution (sur PlayStation Portable)
- 2008 : Infinite Undiscovery (sur Xbox 360)
- 2008 : Valkyrie Profile: Covenant of the Plume (sur Nintendo DS)
- 2009 : Star Ocean: The Last Hope (sur Xbox 360)
- 2010 : Star Ocean: The Last Hope International (sur PlayStation 3)
- 2010 : Resonance of Fate (sur PlayStation 3, Xbox 360)
- 2012 : Final Fantasy XIII-2 (sur PlayStation 3, Xbox 360)[2]
- 2011 : Frontier Gate
- 2012 : Beyond the Labyrinth (sur Nintendo 3DS)
- 2012 : Little Battlers eXperience W
- 2013 : Lightning Returns: Final Fantasy XIII
- 2013 : Frontier Gate Boost+
- 2014 : Judas Code
- 2014 : Phantasy Star Nova
- 2016 : Star Ocean 5: Integrity and Faithlessness
- 2016 : Star Ocean: Anamnesis
- NC : Chronos Ring
- 2022 : Star Ocean 6: The Divine Force